# Émile de Girardin
Émile de Girardin, född den 22 juni 1802 i Paris, död där den 27 april 1881, var en fransk tidningsman och politiker. Han var gift med Delphine de Girardin.
Girardin grundade en rad framgångsrika tidningar med låga prenumerationspriser. År 1836 revolutionerade han tidningsvärlden genom grundandet av La Presse, den första politiska tidningen, som tack vare annonser kunde säljas billigt, vilket ådrog honom skarpa angrepp och en duell, där han dödade Armand Carrel. Som medlem av Deputeradekammaren från 1834 anslöt sig Girardin till republiken 1848 och anföll den provisoriska regeringen och senare Louis Eugène Cavaignac. Han tillhörde han den yttersta vänstern och utvisades efter Napoleon III:s statskupp 1851. Återkommen till Paris övertog han först La Liberté som understödde det liberala kejsardömet. Under fransk-tyska kriget överflyttade han La Liberté till landsorten, varifrån han angrep den nationella försvarsregeringen. År 1872 köpte han Le Moniteur Universel och Le Petit Journal i vilka han försvarade Adolphe Thiers politik. År 1874 förvärvade han tidningen La France där förde en kampanj mot Albert de Broglies regering. Samma år valdes han till deputerad för Paris, en plats han sedan behöll fram till sin död. Utan fast politisk åskådning men passionerad för nya idéer var Girardin en fängslande polemiker och en överlägsen journalist samtidigt som han var en skicklig affärsman. Girardin utgav en självbiografi, Émile (1827), samarbetade med Alexandre Dumas den yngre vid författandet av Le supplice d'une femme (1865) samt författade några teaterpjäser och ett stort antal skrifter i aktuella politiska och finansiella ämnen.